# Nuoto in acque libere ai campionati mondiali di nuoto 2022 - 6 km a squadre
La gara della 6 km a squadre miste dei campionati mondiali di nuoto 2022 è stata disputata il 26 giugno 2022 nelle acque del lago Lupa di Budakalász a partire dalle ore 13:00. Vi hanno preso parte 23 squadre composte da quattro atleti, due uomini e due donne.
La competizione è stata vinta dalla squadra tedesca, formata da Lea Boy, Oliver Klemet, Leonie Beck e Florian Wellbrock, mentre l'argento e il bronzo sono andati rispettivamente alla squadra ungherese, formata da Réka Rohács, Anna Olasz, Dávid Betlehem e Kristóf Rasovszky, e a quella italiana, formata da Ginevra Taddeucci, Giulia Gabbrielleschi, Domenico Acerenza e Gregorio Paltrinieri.

## Risultati
| Pos.    | Nazione       | Atleti                                                                          | Tempo     |
| ------- | ------------- | ------------------------------------------------------------------------------- | --------- |
| Oro     | Germania      | Lea Boy Oliver Klemet Leonie Beck Florian Wellbrock                             | 1h04'40"5 |
| Argento | Ungheria      | Réka Rohács Anna Olasz Dávid Betlehem Kristóf Rasovszky                         | 1h04'43"0 |
| Bronzo  | Italia        | Ginevra Taddeucci Giulia Gabbrielleschi Domenico Acerenza Gregorio Paltrinieri  | 1h04'43"0 |
| 4       | Francia       | Caroline Jouisse Aurélie Muller Sacha Velly Marc-Antoine Olivier                | 1h04'56"4 |
| 5       | Brasile       | Cibelle Jungblut Viviane Jungblut Bruce Hanson Guilherme da Costa               | 1h05'29"1 |
| 6       | Australia     | Chelsea Gubecka Moesha Johnson Bailey Armstrong Nicholas Sloman                 | 1h05'30"8 |
| 7       | Stati Uniti   | Mariah Denigan Bella Sims Brennan Gravley Charlie Clark                         | 1h05'50"5 |
| 8       | Cina          | Sun Jiake Xin Xin Tang Haoyang Zhang Ziyang                                     | 1h06'21"8 |
| 9       | Giappone      | Airi Ebina Kaiki Furuhata Yukimi Moriyama Taishin Minamide                      | 1h06'32"9 |
| 10      | Portogallo    | Angélica André Mafalda Rosa Tiago Campos Diogo Cardoso                          | 1h07'08"0 |
| 11      | Canada        | Katrina Bellio Alexander Axon Emma Finlin Eric Brown                            | 1h07'34"7 |
| 12      | Turchia       | Burcu Naz Narin Sevim Eylül Süpürgeci Burhanettin Hacısağır Emir Batur Albayrak | 1h07'36"2 |
| 13      | Messico       | Martha Sandoval Paulo Strehlke Paulina Alanís Arturo Pérez                      | 1h09'02"4 |
| 14      | Taipei cinese | Cho Cheng-chi Cho Pei-chi Teng Yu-wen Wang Yi-chen                              | 1h10'53"2 |
| 15      | Hong Kong     | William Yan Thorley Tsz Yin Nip Nikita Lam Keith Sin                            | 1h11h08"4 |
| 16      | Kazakistan    | Lev Cherepanov Xeniya Romanchuk Diana Taszhanova Vitaliy Khudyakov              | 1h11h09"9 |
| 17      | Ecuador       | Juan Alcívar Isabella Babbitt Jocelyn Bermeo Jahir López                        | 1h11h32"2 |
| 18      | Singapore     | Ritchie Oh Chantal Liew Samantha Yeo Artyom Lukasevits                          | 1h12'16"8 |
| 19      | Porto Rico    | Diego Ortiz Alondra Quiles Leandra Díaz Jamarr Bruno                            | 1h17'11"9 |
| -       | Sudafrica     | Connor Buck Amica de Jager Ruan Breytenbach Catherine Rensburg                  | dq        |
| -       | Grecia        | Dimitrios Markos Ilektra Lebl Afroditi Katsiara Athanasios Kynigakis            | dq        |
| -       | Spagna        | María de Valdés Ángela Martínez Alberto Martínez Carlos Garach                  | dq        |
| -       | Corea del Sud | Park Jae-hun Lee-min Lee Hae-rim Lee Jeong-min                                  | dq        |